# Gábor Csilla (irodalomtörténész)
Gábor Csilla (Kolozsvár, 1963. július 6. –) erdélyi magyar irodalomtörténész, egyetemi tanár, a Magyar Tudományos Akadémia külső tagja, Gábor Dénes bibliográfus lánya.

## Életpályája
Középiskolai tanulmányait Kolozsváron, a 3-as számú Matematika-Fizika Líceumban végezte 1982-ben. 1986-ban diplomát szerzett a kolozsvári Babeș–Bolyai Tudományegyetem Bölcsészettudományi Karán magyar–angol szakon, majd elvégezte a Pázmány Péter Katolikus Egyetem Római Katolikus Teológia Karának teológia–tanárképző szakát 1994-ben. 1999-ben summa cum laude minősítéssel doktorált a Kossuth Lajos Tudományegyetemen Debrecenben; témavezetője dr. Bitskey István egyetemi tanár volt.
1986–89 között a szunyogszegi általános iskolában, 1989–90 között a magyarszováti általános iskolában tanított. 1990–92-ben szerkesztő a Családi Tükörnél, közben 1991-92-ben Budapesten angoltanár. 1992-től a kolozsvári BBTE tanársegédje, 1994-től adjunktus, 2002-től docens, 2004-től dékánhelyettes, 2005-től egyetemi tanár.
2019-től az MTA külső tagja. 2020-tól a Kolozsvári Akadémiai Bizottság elnöke.

## Munkássága
Kutatási területe: kora újkori magyar irodalomtörténet, európai és magyar homiletikai és áhítati irodalom, történeti retorika.

### Oktatott tárgyak
- régi magyar irodalom
- devóciós irodalom (opcionális előadás és szeminárium)
- hagiográfia és himnológia
- textológia
- klasszikus retorikák
- különgyűjtemények

### Válogatott munkái

#### Önálló kötetei
- Magyar krónikák és legendák (Kolozsvár, 1996., 2000.)
- Régi magyar versek (Kolozsvár, 1998.)
- Káldi György prédikációi: Források, teológia, retorika (Debrecen, Kossuth Egyetemi Kiadó, 2001.)
- Religió és retorika. Tanulmányok a középkori, reneszánsz, barokk irodalomról (Kolozsvár., Komp–Press, 2002.)

#### Idegen nyelven
- Doctrine – Virtue – Memory: Seventeenth-century Hungarian Devotional Literature in European Context (Kolozsvár, Egyetemi Kiadó, 2007.)

#### Társszerzővel kiadott kötet
- Olvass, gondolkozz, értelmezz! Felkészítő érettségizőknek és felvételizőknek magyar irodalomból (Berszán Istvánnal és Orbán Gyöngyivel. Kolozsvár, Studium, 1997.)

## Ösztöndíjak
- Kemény Zsigmond-ösztöndíj (Budapest, 1990. november – 1991. június)
- doktori ösztöndíj (Debrecen, 1993–96.)
- CEEPUS ösztöndíjak (Szeged, 1998. november; Budapest, 1999. január, 2000. március, 2001. február, 2003. február)
- Domus Hungarica Artium et Scientiarum ösztöndíjak (Debrecen, 1999. június, 2001. szeptember; Budapest, 2002. március, 2004. november)
- Katholischer Akademischer Ausländer-Dienst ösztöndíj (Wolfenbüttel, 2002. szeptember–november)
- Bolyai János Kutatói Ösztöndíj (2007. szeptember – 2008. augusztus)
- Deutscher Akademischer Austausch-Dienst (Tübingen, 2010. augusztus–szeptember)
- román–magyar államközi ösztöndíj (Budapest, 2012. szeptember – 2013. április).